# Kantongerecht Lemmer

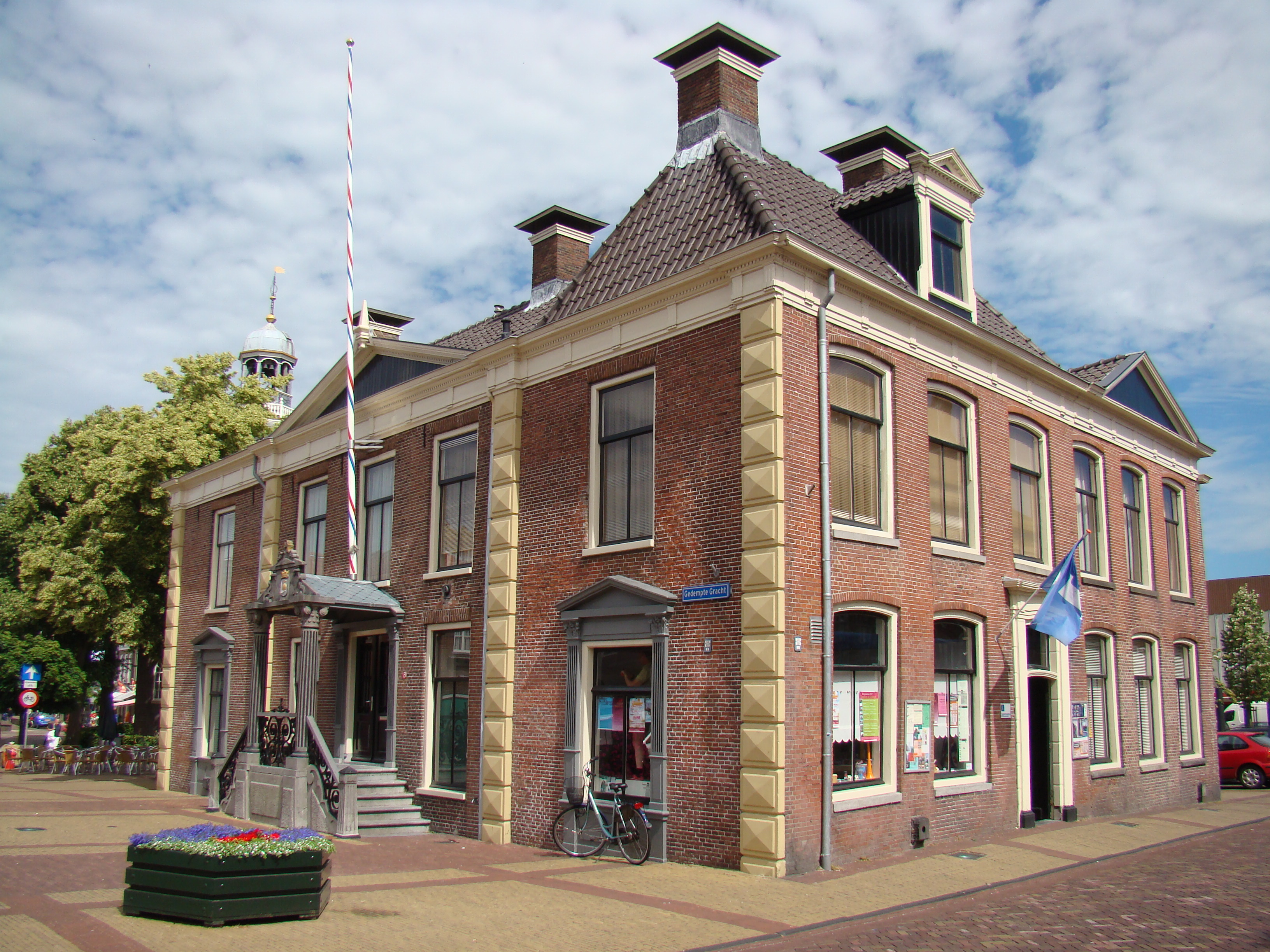
Het oude gemeentehuis met de waag, boven de waag was het kantongerecht gevestigd

Het kantongerecht Lemmer was van 1838 tot 1934 een van de kantongerechten in Nederland. Het was de opvolger van de Vrederechter, die vanaf 1810 recht had gesproken in Lemmer. Het kanton der 3de klasse was bij de stichting het derde kanton van het arrondissement Sneek. Het gerecht zetelde in een zaal boven De Waag naast het gemeentehuis.

## Het kanton

### 1838-1877
In 1838 werd het kanton Lemmer gevormd door de stad Sloten en de gemeenten Lemsterland, Gaasterland en Doniawerstal. Lemmer was onderdeel van het arrondissement Sneek. Al vrij snel na de instelling van de rechtbank in Sneek was er alweer sprake van opheffing, hetgeen in 1877 ook gebeurde.

### 1877-1933
Na de opheffing van Sneek werd Lemmer ondergebracht in het arrondissement Heerenveen. Het werd nu het derde kanton van Heerenveen. Voorstellen om het kanton uit te breiden met een aantal gemeenten van het op te heffen kanton Hindeloopen krijgen in de kamer geen meerderheid. De rechtbank in Heerenveen wordt in 1923 opgeheven, bij welke operatie Lemmer nog blijft bestaan. Lemmer wordt het negende kanton van het arrondissement Leeuwarden. Bij de tweede grote herindeling in 1933 wordt Lemmer opgeheven. Gaasterland en Sloten worden bij het kanton Sneek gevoegd, Lemsterland en Doniawerstal gaan naar Heerenveen.

## Het gerechtsgebouw
In Lemmer is in de periode 1838-1934 geen  apart kantongerecht gebouwd. Het gerecht zetelde in een deel van het oude gemeentehuis, boven de voormalige Waag op de hoek van de Nieuwburen en de Gedempte Gracht. Het gebouw is een rijksmonument.